# Узген
Узге́н (кирг. Өзгөн) — город на юге Киргизской Республики, административный центр Узгенский район Ошской области.
26 февраля 1992 года Узгенскому району был присоединён город Узген.

## Название
Историки различают нескольких этимологий города.
1) Происходит от тюркского «Яссыкент» в переводе означает « Город на реке Жазы». Недалеко от города находится приток реки Карадарья под названием «Жазы»
2) Происходит от тюркского этнонима «огуз» и тюркского слова «кент» (город).
3) происходит от тюркского «Азыкенти». Переводится как «город племён азы»

## История
Узген является одним из древнейших городов Центральной Азии, имеющий более чем 2000-летнюю историю. Возник во II—I веках до н. э. как центр торговли на пути из Ферганской долины в Кашгар.
В средние века город являлся важным центром на торговом пути из Средней Азии в Кашгар. В XII веке был второй столицей государства Караханидов.

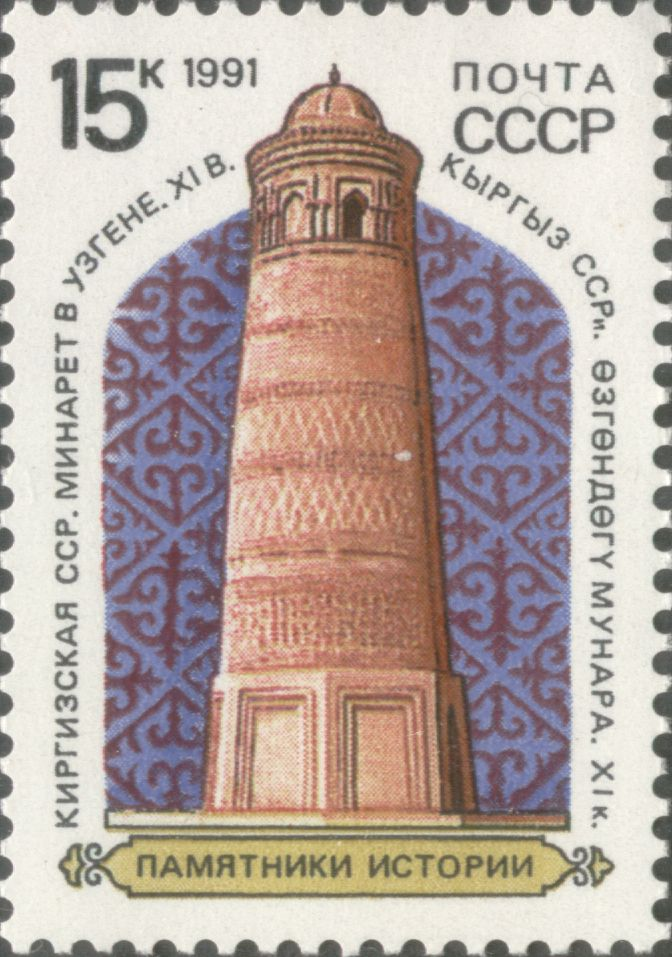
Минарет

Его памятники являются уникальным историко-культурным наследием. Имеется минарет высотой 44 м, построенный в начале XII века. Рядом располагается мечеть и медресе, а также мавзолей, в котором похоронены представители династии Караханидов.
В городе имеются остатки крепости, мазары и погребения святых и знаменитых людей XI—XII веков, другие археологические объекты. Хорошо сохранились мечети XIX века. Все эти сооружения были отреставрированы при помощи международных организаций.
До Великой Октябрьской революции Узген (тогда — Узгент) находился в Андижанском уезде Ферганской области Российской империи.
До 1956 года часть города, в которой проживали эстонцы, называлась Ууса-Хенти (эст. Uusa-Henti kihelkond).

## География

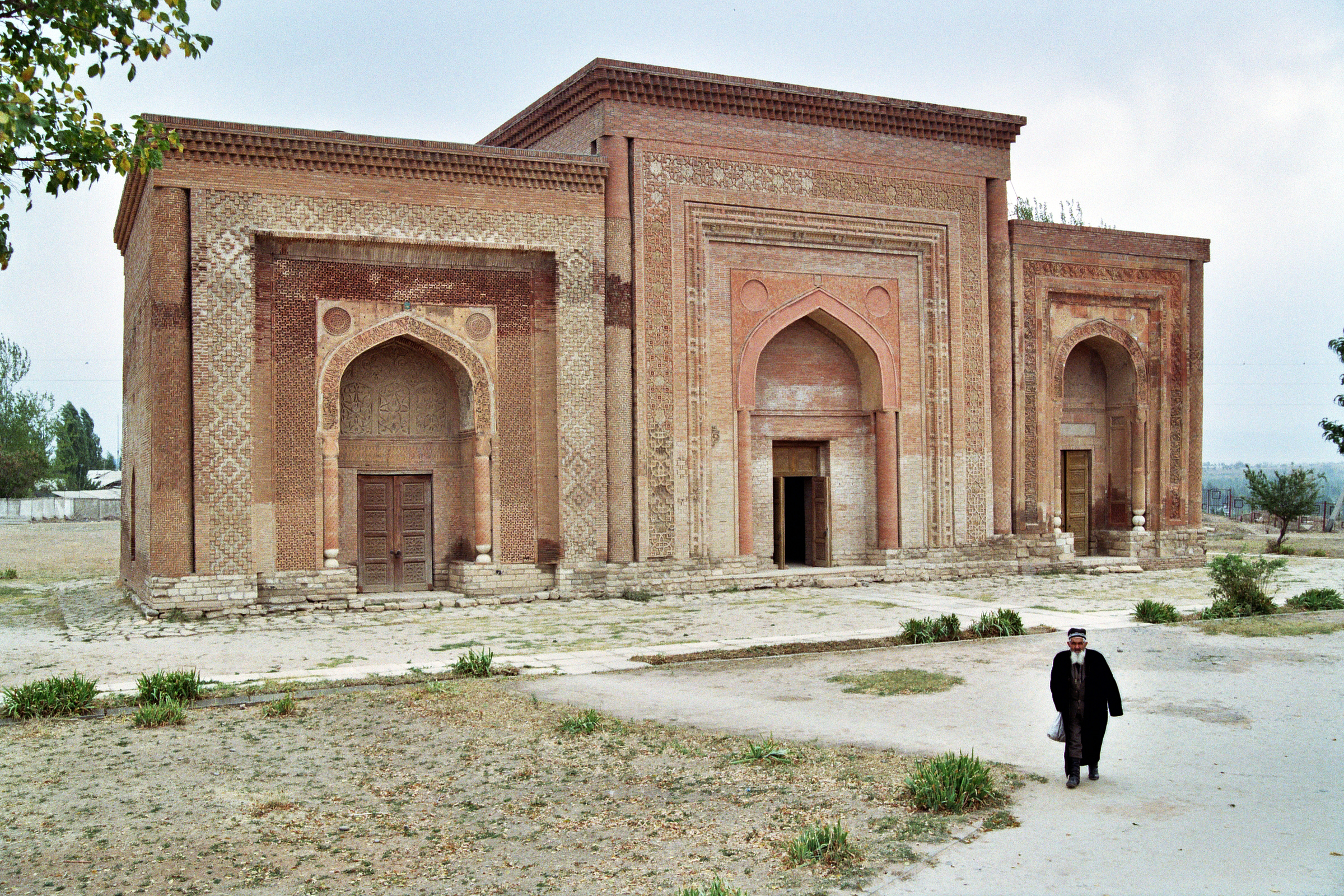
Мавзолей династии Караханидов

Расположен в 54 км к северо-востоку от города Ош, на правом берегу реки Карадарья (бассейн Сырдарьи). На автотрассе Бишкек — Ош Узген расположен между южными областными центрами Ош и Джалал-Абад.
Узген — город среднего размера, имеющий сети торговых точек и предоставляющий различные услуги (включая услуги предприятий по переработке агропромышленной продукции для близлежащих территорий).
Недалеко от города Узген расположена зона отдыха «Кара-Шоро» и туристический центр «Салам-Алик», которые являются туристическими зонами и в которых ежегодно отдыхают граждане Киргизской Республики, зарубежные гости и жители города Узген.
Жители и туристы проводят свой летний отдых на склонах гор и пользуются лечебной водой из природного источника «Кара-Шоро».

## Население

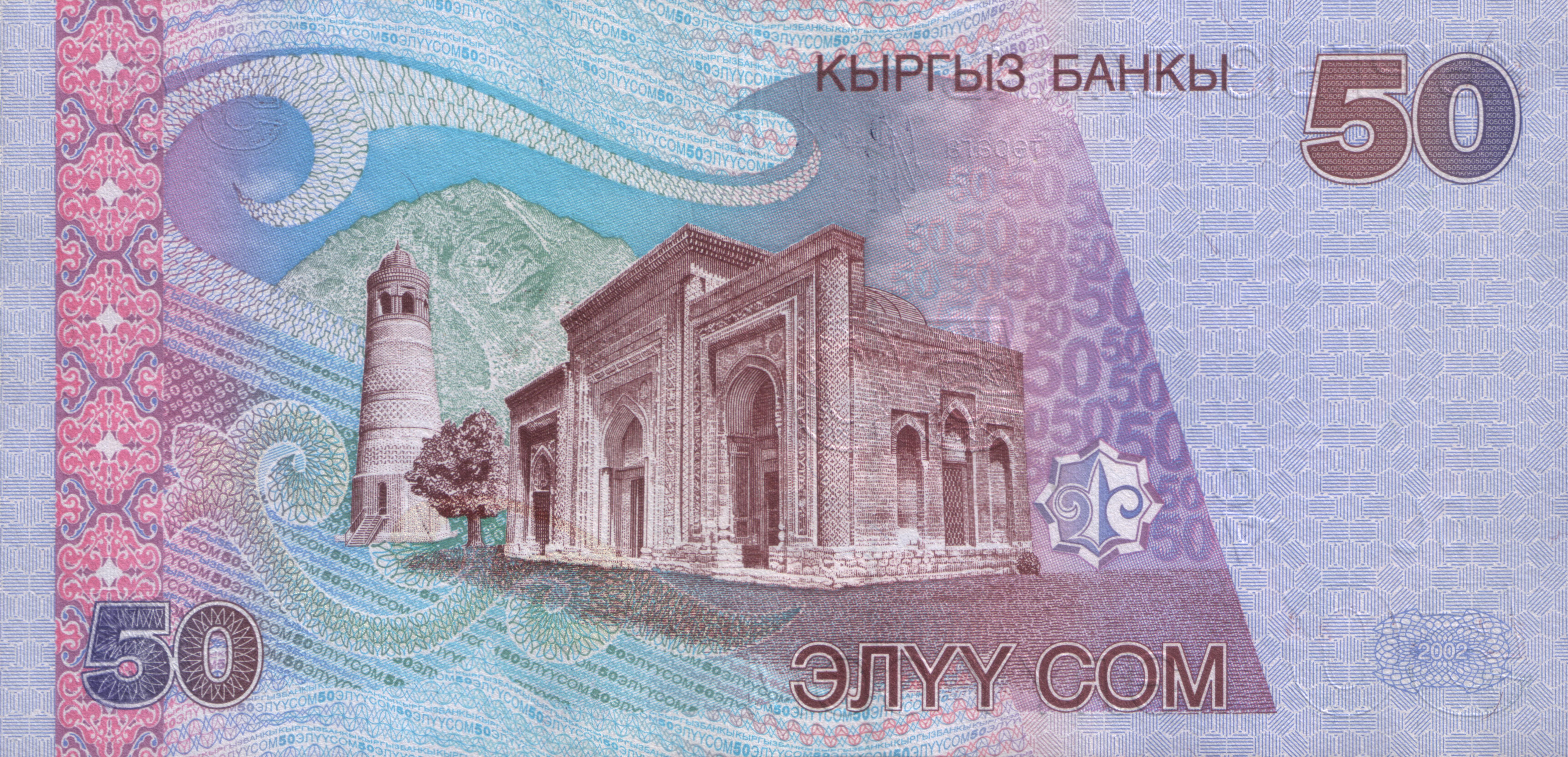
Архитектурный комплекс Узген на национальной валюте Кыргызстана

По состоянию на 1 января 2018 года, население города составляет 58 800 человек. На 1 января 2017 года численность населения составляла 57 300 человек. А численность населения по состоянию на 2011 год — 50 253 человека.
| Год  | Население |
| ---- | --------- |
| 2023 | 62 500    |
| 2021 | 62 802    |
| 2009 | 49 410    |
| 1999 | 41 497    |
| 1989 | 34 502    |
| 1979 | 29 413    |
| 1970 | 23 328    |
| 1959 | 16 491    |
| 1939 | 13 120    |

| Национальность | Численность | Доля     |
| -------------- | ----------- | -------- |
| Узбеки         | 45 564      | 90,67 %  |
| Киргизы        | 3 798       | 7,56 %   |
| Уйгуры         | 357         | 0,71 %   |
| Русские        | 199         | 0,40 %   |
| Турки          | 129         | 0,26 %   |
| Татары         | 108         | 0,21 %   |
| Таджики        | 46          | 0,09 %   |
| Казахи         | 8           | 0,02 %   |
| Украинцы       | 7           | 0,01 %   |
| Армяне         | 3           | 0,01 %   |
| Чеченцы        | 1           | 0,00 %   |
| Литовцы        | 1           | 0,00 %   |
| Туркмены       | 1           | 0,00 %   |
| другие народы  | 31          | 0,06 %   |
| ВСЕГО:         | 50 253      | 100,00 % |

## Памятники
- Памятник Манасу[6]

## Известные люди
- Рахмонберди Мадазимов (1875—1933) — основатель театрального движения Кыргызстана, основатель, первый директор, художественный руководитель и главный режиссёр Ошского музыкально-драматического театра имени Бабура (ранее имени Кирова)[7][8][9].
- Салижан Шакирович Шарипов (родился 24 августа 1964 года) — первый киргизский космонавт, Герой Российской Федерации, Герой Киргизской Республики[10][11]
- Ашир Чокубаев (1947—2018) — Народный артист Кыргызской Республики (1994).